# FK Inkomsport Jalta
Der FK Inkomsport-Zarechnoye Kujbyschewe (russisch ФК Инкомспорт-Заречное Куйбышево) ist ein Fußballverein aus Jalta, einer Stadt auf der von Russland besetzten ukrainischen Halbinsel Krim. Der Verein spielt derzeit in der Krim-Liga mit, welche seit Annexion der Krim durch Russland im Jahr 2014 die höchste Spielklasse für Mannschaften von der Krim ist.

## Geschichte
Der Verein wurde im Jahr 2015 als FK Asgard Jalta gegründet und wechselte seitdem oft seinen Namen. Der Verein ist bekannt für seine umfangreiche Nachwuchsförderung, stand 2024 sollen mehr 600 Kinder und Jugendliche in der Nachwuchsabteilung des Vereins aktiv gewesen sein. Mehrere Spieler aus der Inkomsport-Nachwuchsschmiede sollen es schon in russische Jugendnationalmannschaften geschafft haben.
In der Saison 2018/19 nahm der FK Inkomsport erstmals an der höchsten Spielklasse der Krim teil, nachdem man sich zuvor in der Relegation gegen den FC Kafa Feodossija durchsetzen konnte. Es reichte jedoch nur für den siebten und vorletzten Platz, womit man erneut in die Relegation musste. In zwei Spielen gegen Tschornomorez Sewastopol setzte sich Inkomsport durch und schaffte den Klassenerhalt. Die Folgesaison verlief nicht besser und der FK Inkomsport musste als Tabellenletzter absteigen. Nach vier Jahren im unterklassigen Amateurfußball gelang zur Saison 2024 die Rückkehr in die Krim-Liga.

### Historie der Vereinsnamen
(Quelle: )
- 2015 – 2016: FK Asgard Jalta
- 2016 – 2017: SK Jalta
- 2017: MSK Jalta-Avangard
- 2017 – 2018: MSK Mriya-Avangard Jalta
- 2018: FK Inkomsport-Avangard Jalta
- 2018 – ?: PFC Inkomsport Jalta
- ? – aktuell: FK Inkomsport-Zarechnoye Kujbyschewe

## Stadion
Der FK Inkomsport-Zarechnoye Kujbyschewe trägt seine Heimspiele im Sportzentrum „Skif“ in Nowopawliwka im Rajon Bachtschyssaraj aus. Es bietet Platz für 4000 Zuschauer.